# Adrian Prakhov
Adrian Prakhov ou Adrian Prahov (en russe Адриан Викторович Прахов), né en 1846, et mort en 1916, est un historien de l'art et un archéologue russe. Son épouse Émilia Prakhova (1849-1927), pianiste, a été l'élève de Franz Liszt.

## Biographie
Adrian Prakhov, né en 1846, est un historien de l'art, et un archéologue.
Il a participé à la restauration des fresques et icônes de l'église saint-Cyrille  et de la Cathédrale Saint-Vladimir avec des peintres russes tels que Mikhaïl Vroubel et Viktor Vasnetsov dans les années 1880. Son épouse, Émilia Prakhova et sa plus petite fille ont les modèles du peintre Vroubel pour la réalisation de l'icône de la Vierge à l'enfant.

## Honneur
L'astéroïde (295492) Adrianprakhov est nommé en son honneur.